# Ilsanseo-gu
Ilsanseo-gu  är ett av de tre stadsdistrikten (gu) i staden Goyang i provinsen Gyeonggi i den nordvästra delen av Sydkorea, 25 km nordväst om huvudstaden Seoul.

## Administrativ indelning
Distriktet är indelat i nio administrativa stadsdelar:
Daehwa-dong,
Ilsan 1(il)-dong,
Ilsan 2(i)-dong,
Ilsan 3(sam)-dong,
Juyeop 1(il)-dong,
Juyeop 2(i)-dong,
Songpo-dong,
Songsan-dong och
Tanhyeon-dong